# Vivier-au-Court
Vivier-au-Court település Franciaországban, Ardennes megyében. Lakosainak száma 2811 fő (2022. január 1.). Vivier-au-Court Issancourt-et-Rumel, Lumes, Nouvion-sur-Meuse, Ville-sur-Lumes, Vrigne-Meuse és Vrigne aux Bois községekkel határos.

## Népesség
A település népessége az elmúlt években az alábbi módon változott:
| Lakosok száma | 3121 | 3472 | 3298 | 3375 | 3221 | 3008 | 2954 | 2930 | 2901 | 2811 |
|               | 1968 | 1982 | 1999 | 2006 | 2011 | 2015 | 2017 | 2018 | 2020 | 2022 |